# Lotta greco-romana ai Giochi della XIX Olimpiade - Pesi medi
La competizione della categoria pesi medi (fino a 87 kg) di lotta greco-romana dei Giochi della XIX Olimpiade si è svolta dal 23 al 26 ottobre 1968 all'Arena Insurgentes di Città del Messico.

## Formato
Ad ogni incontro venivano assegnate penalità secondo il risultato.
Con sei penalità o più il lottatore veniva eliminato.

## Risultati
| Legenda                                  | Legenda |
| ---------------------------------------- | ------- |
| Lottatore con 6 penalità o più Eliminato |         |

### 1º Turno
Si è disputato il 23 ottobre
| Vincitore          | Pen. | Risultato      | Sconfitto              | Pen. |
| ------------------ | ---- | -------------- | ---------------------- | ---- |
| Tevfik Kış         | 1    | Ai Punti       | Teuvo Ojala            | 3    |
| Bertil Nyström     | 4    | =Squalificati= | Kenjiro Hiraki         | 4    |
| Lothar Metz        | 1    | Ai Punti       | Wayne Baughman         | 3    |
| Håkon Øverby       | 0    | Schienata      | Héctor Alvarez         | 4    |
| Petar Krumov       | 0    | Schienata      | José Manuel Hernández  | 4    |
| Czesław Kwieciński | 1    | Ai Punti       | László Sillai          | 3    |
| Valentin Olenik    | 0    | Schienata      | Julio Graffigna        | 4    |
| Jiří Kormaník      | 1    | Ai Punti       | Jean-Marie Chardonnens | 3    |
| Branislav Simić    | 1    | Ai Punti       | Nicolae Neguţ          | 3    |
| Ernst Knoll        | 0    | Esentato       |                        |      |

### 2º Turno
Si è disputato il 24 ottobre
| Vincitore          | Pen. | Risultato | Sconfitto              | Pen. |
| ------------------ | ---- | --------- | ---------------------- | ---- |
| Tevfik Kış         | 2    | Ai Punti  | Ernst Knoll            | 3    |
| Teuvo Ojala        | 3    | Schienata | Bertil Nyström         | 8    |
| Lothar Metz        | 1    | Schienata | Kenjiro Hiraki         | 8    |
| Wayne Baughman     | 3    | Schienata | Héctor Alvarez         | 8    |
| Håkon Øverby       | 0    | Schienata | José Manuel Hernández  | 8    |
| Petar Krumov       | 1    | Ai Punti  | László Sillai          | 6    |
| Czesław Kwieciński | 1    | Schienata | Julio Graffigna        | 8    |
| Valentin Olenik    | 1    | Ai Punti  | Jiří Kormaník          | 4    |
| Branislav Simić    | 1    | Schienata | Jean-Marie Chardonnens | 7    |
| Nicolae Neguţ      | 3    | Esentato  |                        |      |

### 3º Turno
Si è disputato il 25 ottobre
| Vincitore       | Pen. | Risultato | Sconfitto          | Pen. |
| --------------- | ---- | --------- | ------------------ | ---- |
| Lothar Metz     | 2    | Ai Punti  | Tevfik Kış         | 5    |
| Wayne Baughman  | 3    | Schienata | Teuvo Ojala        | 7    |
| Petar Krumov    | 2    | Ai Punti  | Håkon Øverby       | 3    |
| Valentin Olenik | 2    | Ai Punti  | Czesław Kwieciński | 4    |
| Branislav Simić | 2    | Ai Punti  | Jiří Kormaník      | 7    |
| Nicolae Neguţ   | 3    | Schienata | Ernst Knoll        | 7    |

### 4º Turno
Si è disputato il 25 ottobre
| Vincitore       | Pen. | Risultato  | Sconfitto          | Pen. |
| --------------- | ---- | ---------- | ------------------ | ---- |
| Nicolae Neguţ   | 5,5  | = Parità = | Tevfik Kış         | 7,5  |
| Lothar Metz     | 2    | Schienata  | Håkon Øverby       | 7    |
| Wayne Baughman  | 4    | Ai Punti   | Czesław Kwieciński | 7    |
| Petar Krumov    | 4    | = Parità = | Valentin Olenik    | 4    |
| Branislav Simić | 2    | Esentato   |                    |      |

### 5º Turno
Si è disputato il 26 ottobre
| Vincitore       | Pen. | Risultato | Sconfitto      | Pen. |
| --------------- | ---- | --------- | -------------- | ---- |
| Branislav Simić | 4    | Ai Punti  | Lothar Metz    | 4    |
| Valentin Olenik | 4    | Schienata | Wayne Baughman | 8    |
| Nicolae Neguţ   | 5,5  | Schienata | Petar Krumov   | 8    |

### 6º Turno
| Vincitore       | Pen. | Risultato  | Sconfitto       | Pen. |
| --------------- | ---- | ---------- | --------------- | ---- |
| Branislav Simić | 6    | = Parità = | Valentin Olenik | 6    |
| Lothar Metz     | 5    | Ai Punti   | Nicolae Neguţ   | 8,5  |

## Classifica finale
| Pos.    | Atleta                 | Nazione          |
| ------- | ---------------------- | ---------------- |
| Oro     | Lothar Metz            | Germania Est     |
| Argento | Valentin Olenik        | Unione Sovietica |
| Bronzo  | Branislav Simić        | Jugoslavia       |
| 4       | Nicolae Neguţ          | Romania          |
| 5       | Wayne Baughman         | Stati Uniti      |
| 6       | Petar Krumov           | Bulgaria         |
| 7       | Håkon Øverby           | Norvegia         |
| 7       | Czesław Kwieciński     | Polonia          |
| 9       | Tevfik Kış             | Turchia          |
| 10      | Teuvo Ojala            | Finlandia        |
| 10      | Ernst Knoll            | Germania Ovest   |
| 12      | Jiří Kormaník          | Cecoslovacchia   |
| 13      | László Sillai          | Ungheria         |
| 14      | Jean-Marie Chardonnens | Svizzera         |
| 15      | Julio Graffigna        | Argentina        |
| 15      | José Manuel Hernández  | Guatemala        |
| 15      | Kenjiro Hiraki         | Giappone         |
| 15      | Héctor Alvarez         | Messico          |
| 15      | Bertil Nyström         | Svezia           |